# Anisomysis spatulispina
Anisomysis spatulispina är en kräftdjursart som beskrevs av Murano 1995. Anisomysis spatulispina ingår i släktet Anisomysis och familjen Mysidae. Inga underarter finns listade i Catalogue of Life.